# Vassili Ilienkov
Vassili Pavlovitch Ilienkov (Василий Павлович Илье́нков), né le 12/24 mars 1897 et mort le 23 janvier 1967, est un écrivain soviétique russe, lauréat du Prix Staline de IIIe classe en 1950. Il est le père du philosophe Evald Ilienkov.

## Biographie
Vassili Ilienkov naît dans le village de Chilovo-Ouspenskoïe dans le gouvernement de Smolensk au sein de la famille d'un prêtre orthodoxe; après la quatrième année du séminaire de Smolensk, il suit les cours en 1915-1917 de la faculté d'histoire et de philologie de l'université de Moscou qu'il ne termine pas. En janvier 1917, il est appelé à l'armée impériale étant junker (aspirant) à la 2e école des sous-lieutenants d'Odessa; mais il est renvoyé pour raisons de santé en avril 1917. Il se range ensuite du côté de la Révolution d'Octobre.
En 1918, il travaille à la tête de l'administration de la coopérative d'Ouspenskoïe, puis il est adjoint au département de l'instruction populaire, instructeur du comité de province de Smolensk du parti communiste (bolchéviques), adjoint de la section d'agitation et de propagande de Bejetsk du parti communiste local. En 1928-1930, il est rédacteur au journal Notre campagne et au journal Le Travailleur de Briansk. Il commence à être publié à partir de 1929.
En 1930, il s'installe à Moscou et jusqu'en 1932 il est secrétaire de l'association russe des écrivains prolétariens (RAPP). En 1937, il est adjoint du rédacteur-en-chef du journal Octobre. Il habite à Moscou avec sa famille dans le fameux immeuble des écrivains de la voie Kamerguerski.
Il participe au rattachement de la Biélorussie occidentale à l'URSS et à la guerre soviéto-finlandaise. Lorsque la Grande Guerre patriotique éclate, il part comme correspondant de guerre pour le journal L'Étoile rouge et ses récits sont publiés dans la Pravda et d'autres journaux. En 1942, ils sont publiés dans un recueil intitulé La Maison natale. Les récits de guerre d'Ilienkov sont unis par le thème du profond patriotisme soviétique et de la vitalité inépuisable du peuple soviétique qui sont la clé de sa victoire sur les forces obscures de l'hitlérisme. Ses histoires ont été louées pour le manque d'intrigues artificielles et de poursuite des effets, pour leurs descriptions réussies de la nature et pour leur maîtrise du dialogue.
Il est gravement blessé en 1943. En 1947-1949, il travaille dans la rédaction du journal Octobre. Pendant ses dernières années, il vit dans sa datcha de Peredelkino avec sa famille qui accueille Nikolaï Zabolotski revenu d'un camp du Goulag.
Vassili Ilienko meurt le 23 janvier 1967 à Moscou. Il est enterré au cimetière de Novodievitchi (8e division). Douze ans plus tard, son fils l'y rejoint.
Les romans d'Ilienkov reflètent la construction socialiste.

## Distinctions
- Prix Staline de IIIe classe (1950), pour son roman La Grande Voie («Большая дорога», 1949)
- Ordre de la Guerre patriotique de Ire classe (1944)[3]
- Ordre de l'Étoile rouge (1940)

## Livres
- «Конский цех» (1931)
- roman «Ведущая ось» (1931); traduit en allemand: Die Triebachse, Zürich, Ring-Verlag. A. G. 1933
- roman «Солнечный город» (1935) — sur la construction du combinat métallurgique de Novolipetsk
- recueil de nouvelles «Личность» (1938)
- recueil de nouvelles «Родной дом» (1942)
- pièce de théâtre «Площадь цветов» (1944)
- recueil de nouvelles «На тот берег» (1945)
- recueil de nouvelles «Богатство» (1947)
- roman «Большая дорога» (1949); traduit en allemand: Der große Weg, Verlag Kultur und Fortschritt, Berlin, 1952
- récits (1955)